# Colomers
Colomers is een gemeente in de Spaanse provincie Girona in de regio Catalonië met een oppervlakte van 4 km². Colomers telt 188 inwoners (1 januari 2016).

## Demografische ontwikkeling
Bron: INE, 1857-2011: volkstellingen